# جائزة البحوث الوطنية سانتياجو رامون إي كاخال
جائزة البحث الوطني سانتياغو رامون إي كاخال هي جائزة في علم الأحياء يمنحها وزارة العلوم والابتكار والجامعات في إسبانيا. أُنشئت الجائزة في عام ٢٠٠١ وهي واحدة مع تسع جوائز أخرى تُمنح ضمن الجوائز الوطنية للبحث العلمي.
يهدف جميع هذه الجوائز إلى تكريم العلماء والباحثين الإسبان الذين يقدمون إسهامات بارزة في مجالات علمية ذات أهمية دولية، ويساهمون في تقدم العلم، تعزيز معرفة الإنسان وتفاعله الاجتماعي، نقل التكنولوجيا، والنهوض بالإنسانية.